# Johann Jakob Beck (Maler, 1786)
Johann Jakob Beck (* 13. Oktober 1786 in Schaffhausen; † 15. August 1868 ebenda) war ein Kunstmaler und Zeichnungslehrer.

## Leben und Wirken
Johann Jakob Beck war der Sohn des Pastetenbäckers Alexander Beck zum kleinen Weinberg, Unterstadt 40, und der Maria Ursula, deren Vater war gleichfalls Maler (und Glaser). Zunächst betätigte sich Beck als Restaurator von Ölgemälden, später war er Zeichnungslehrer. Er wohnte an der Schaffhauser Hintergasse im Hause zum hinteren Dornhan.
Er gilt als wesentlicher »Retter« des in bedenklichem Zerfall gestandenen Munots und gründete dazu den Munotverein, dessen Vorsitz er innehatte. Von seiner Arbeit haben sich einige Werke erhalten, insbesondere fertigte er Zeichnungen von vom Abbruch und Verfall bedrohter Gebäude sowie Illustrationen für die jährlich erscheinenden Neujahrsblätter. Bereits 1839 war der Erhalt des Munots weitgehend gesichert.
1851 trat Beck in den Ruhestand. Nach Hans Wilhelm Harder (1810–1872), seinem Schüler, waren dessen Altersjahre von einem Sich-Gehenlassen überschattet. Nach kurzer Krankheit starb er am 15. August 1868. Das Tageblatt vom 18. August veröffentlichte einen Nachruf von dessen Schüler und späteren eifrigen Nachfolger, dem genannten Hans Wilhelm Harder. Der von Beck 1839 ins Leben gerufene Munotverein ließ auf der Munotzinne eine Büste Becks von C. Bührer, Paris, aufstellen. Von Johann Jakob Oechslin ist eine ganzfigurige Statuette Becks in Ton, Bronze und Gipsabgüssen erhalten.

## Werke

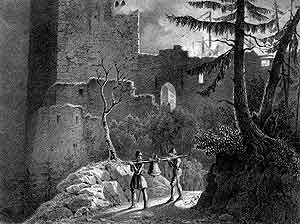
Zerstörung der Burg Balm: Die Schaffhauser tragen das Burgglöcklein weg (heute im Fronwaagturm). Romantischer Stahlstich nach einer Zeichnung von Johann Jacob Beck, Original im Museum zu Allerheiligen

- Ansicht der Alpenkette von den Höhen bei Schaffhausen, 1822, Vorarlberg–Blüemlisalp
- Rundansicht vom Munot aus, 1826. 4 Blätter (Lithographien, Originale verschwunden).
- Das alte Schaffhausen: Schaffhauser Ansichten (86)
- Die Oesterreicher in der Felsgasse.
- Ansicht des Vierwaldstättersees. Fort Joux. Privatbesitz.